# Lyndsey Marshal
Lyndsey Marshal (født 16. juni 1978) er en engelsk skuespiller, der er bedst kendt for sin præstation i The Hours og som den gennemgående figur Cleopatra i HBO's Rome.
Marshal blev født i Manchester i England. Efter at have studeret på college for en karriere i arkæologi, søgte hun ind på Royal Welsh College of Music and Drama.
I 2010 medvirkede hun i dramafilmen Hereafter som den stof-afhængige mor Jackie.

## Filmografi
- The Hours (2002)
- Rome (2005-2007)
- Hereafter (2010)
- Dracula (2020)